# 134 modi per innamorarsi
134 modi per innamorarsi (This Time Around) è un film per la TV del 2003, diretto da Douglas Barr con protagonista l'attrice Carly Pope.

## Trama
Da ragazzine, Melissa e Gabby erano i classici brutti anatroccoli. Una volta a scuola la prima era stata umiliata davanti a tutti dal bello Drew, della quale era perdutamente innamorata. Undici anni dopo, nonostante quell'episodio le abbia rovinato la vita, Melissa è diventata una pr di successo. Proprio il lavoro le dà l'occasione di rincontrare Drew, oggi proprietario di un ristorante di cui Melissa deve curare l'immagine. È l'occasione giusta per vendicarsi e chiede l'aiuto della fidata amica. Ovviamente, visto che tutti sono cresciuti, le cose non andranno come previsto…

## Ascolti
In prima visione su Italia 1 il 7 luglio 2004, il film ottenne ben 3 305 000 telespettatori ed uno share del 16.99%.